# Croydon (districte)
|  | Per a la població del districte de Croydon, amb el mateix nom, vegeu Croydon |

Croydon és un districte del sud de Londres, Regne Unit. Cobreix una àrea de 87 km² i és el districte amb més població. És el districte més al sud de Londres.
El seu centre és la històrica població de Croydon del qual el districte agafa el seu nom.

## Barris
El districte de Croydon està compost pels següents barris.
| - Addington - Addiscombe - Ashburton - Broad Green - Coombe - Coulsdon - Croydon - Crystal Palace | - Forestdale - Hamsey Green - Kenley - New Addington - Monks Orchard - Norbury - Purley - Sanderstead | - Selhurst - Selsdon - Shirley - South Croydon - South Norwood - Thornton Heath - Upper Norwood - Waddon | - West Croydon - Woodside |